# Вадімов Вадім Митрофанович
Вадімов Вадім Митрофа́нович  (нар. 12 березня 1952, Полтава) — архітектор, доктор архітектури, професор, Дійсний член Української академії архітектури (2005 р.), Заслужений архітектор України (2012 р.), Лауреат Державної премії України в галузі архітектури (2000 р.), член Національної спілки архітекторів України (1981 р.), член спілки урбаністів України (1994 р.), член українського товариства оцінювачів (УТО), експерт Українського культурного фонду (УКФ) Міністерство культури України.

## Біографія
Народився 12 березня 1952 року у місті Полтава. Закінчив у 1969 році середню загально освітню школу у місті Харків. З 1968 року по 1969 рік навчався на курсах малюнку при Харківському будинку архітекторів. У період з 1969 рік по 1974 рік навчався у Дніпропетровському інженерно-будівельному інституті, зараз це Придніпровська державна академія будівництва та архітектури, на архітектурному факультеті, отримав спеціальність «Архітектура». Трудову діяльність розпочав у 1974 році інженером у проєктному відділі при управлінні головного архітектора міста Нікополя (Дніпропетровська область), проєктування житлово-громадянських об'єктів, благоустрій та об'єкти ландшафтної архітектури. У 1981 році був прийнятий до Спілки архітекторів СРСР (УРСР) у теперішній час - Національна спілка архітекторів України.
З посади заступника головного архітектора міста Нікополя, в порядку переводу, Держбудом УРСР в 1981 році був призначений заступником головного архітектора міста Полтава. Заочно, з 1979 року по 1984 рік, навчався в аспірантурі КиївНДІПмістобудування (м. Київ), науковий керівник проф. И. А. Фомін. Захист кандидатської дисертації в ЦНДІПмістобудування (1986, Москва), присвоєння звання доцента (1987). Завідувач кафедри архітектурного проєктування в Полтавському інженерно-будівельному інституті  з 1985 року. У 1994 році засновано Творчу архітектурну майстерню «Урбаністика» та полтавське відділення київського інституту урбаністики, керівник до 2004 року. У період з 1994 року по 1998 рік працював на посаді головного архітектора Полтавського краєзнавчого музею імені Василя Кричевського (краєзнавчий музей у місті Полтава), по теперішній час член наукової редакційної ради музея. Захист докторської дисертації в КНУБА (2003, Київ), дійсний член Української Академії Архітектури (2005), присвоєння звання професора (2006). У період з 2004 по 2005 р. працював начальником Головного управління з питань містобудування та архітектури, головним архітектором міста Полтава. З 2005 року заступник директора по містобудуванню ДПІ «Міськбудпроєкт» (м. Полтава). З 2006 по 2016 рік начальник управління з питань містобудування та архітектури, головний архітектор Полтави. З 2016 по 2021 рік керівник відділу, головний спеціаліст КО "Інститут розвитку міста" Полтавської міської ради.  Експерт GIZ міжнародного проєкту «Інтегрований розвиток міст України». Викладає на посаді професора у Національному університеті «Полтавська політехніка імені Юрія Кондратюка». З 2021 року завідувач кафедру містобудування та архітектури у Національному університеті «Полтавська політехніка імені Юрія Кондратюка». Автор більш 130 наукових публікацій та більш ніж 50 містобудівних та архітектурних проєктів.

## Перелік основних публикацій
1. Особенности реализации генерального плана города Никополя. // Строительство и архитектура. — 1979. — № 12. — С. 1–3.
2. Градостроительные аспекты формирования среды природно-технических систем (на примере прибрежных территорий каскадов)// Всесоюзная научно-техническая конференция «Вопросы планировки и застройки городов». — Пенза: ДНТП, 1986. — С. 23-24.
3. К проблеме преобразования среды исторических районов г. Полтавы. // Тез. докладов Первой Всесоюзной научной конференции по историческому краеведению (Полтава). — Киев, 1987 —  С. 284–285.
4. Эколого-градостроительное моделирование на нелинейной основе. //Тез. докладов научно- метод. конференции.- Полтава: ПолтИСИ, 1990. — С. 84-85.
5. Совершенствование развития городов и городских агломераций на основе эколого-градостроительного каркаса. // В сб. научно-технических работ Госкомобразования. СССР. — Москва: МАРХИ, 1990. — С. 70–73.
6. Преобразование сельского расселения на основе экологического подхода (на примере УССР). Сер. экологические вопросы архитектуры и градостроительства. Обзорная информация ВНИИТАГ.-Москва.- 1990.- Выпуск № 4- 60 с. (соавтор Саркисов С. К.).
7. Функциональный структурализм — метод проектирования. Тез. докладов 45 научн. конф.-Полтава: Полт. ИСИ.- 1993.- С.118-119
8. Эколого-планировочная этика градостроительства XXI века. Минобраз Украины Тез. докл. международной научно-технической конференции.- СМВ'93 Днепропетровск.- 1993.- С.160-161.
9. Urban problems in the costal regions -from «Ecopolise» to «TOWN Sapiens» іn Ukraine. ARCHITECTUS № 8, International Jornal of Theory, Design, and Practice іn Architekture(St. Paul, Minnesota, USA).-1995.- Р. 59-63.
10. Планувальна організація архітектурного середовища та ідеологічні установи. // Збірник тез до міжнаро-дної конференції «Архітектура як відображення ідеології».-Львів — Відень.- Львівська політехніка (Україна) та інститут історії архітектури і архітектурних обмірів віденського технічного університету (Австрія).- 1995.- С. 14.
11. Порядок из хаоса: новый диалог с урбанизированной средой (к вопросу о методологии). Традиції та новації у вищій архітектурно — художній освіті. Збірка наукових праць.- Харків: ХХПІ.- 1998.- Випуск 6.- С. 16-20
12. Город и река (планировочные аспекты). Монография. Киев, Полтава: Археология, 2000. −214 с.
13. Річкові басейни України та їх територіально-структурні рівні. Вісник «Львівської політехники» № 410.- Львів: Львівська політехніка. — 2000. — С.235-241.
14. Применение пространственных информационных систем в территориальной планировке (на примере речных бассейнов Украины). // Сб. научных трудов. Проблемы теории и истории архитектуры Украины.- Одесса: ОГАСА, «Друк».- 2001.-Вып.2.- С. 100–103.
15. Детальні правила забудови центральних районів історичних міст як новий вид містобудівного регулятивну. Традиції та новації у вищий архітектурно-художній освіті. — Харків: MCMXXXVI — 2003. — Вип. 1-2. — С. 122–128.
16. Особливості параметризації містобудівних процесів у центральних районах міст. / Вісник національного університету «Львівської політехники»: Архітектура, № 505. — Львів.: Вид-во НУ «ЛП», 2005. — С. 310–314.
17. Тематическое пространство культуры как фактор развития архитектуры. //Зб. наукових праць «Досвід та перспективи розвитку міст України». Історичні аспекти розвитку архітектури — К.: Діпромісто. — 2006. — Вип. 8., С. 42 — 48.
18. Методологія досвіду розробки та реалізації правил забудови міських територій. Збірник наукових праць «Досвід та перспективи розвитку міст України». Нормативно-правові аспекти містобудування — К.: Діпромісто. — 2007. — Вип. 12., С. 172–183.
19. Культурологическая мимикрия как выход в условиях отсутствия собственной поэтики архитектурного стиля. // Зб. наукових праць Придніпровської державної академії будівництва та архітектури,№ 9. — 2011.- С. 3-5.
20. Городская среда в тематическом пространстве культуры. ж. АСС «Город как форма мысли».- К., № 3, 2012, С.32-33.
21. Синтагма планувальної та функціональної організації міських територій. Збірник наукових праць “Досвід та перспективи розвитку міст України”. Проблеми реконструкції в теорії та практики містобудування.– К.: Діпромісто. – 2014. – Вип. 27., С. 5 - 12.
22. Розробка генеральних планів Полтави – традиції та новації. Збірник наукових праць “Досвід та перспективи розвитку міст України”. Сучасні проблеми вітчизняного містобудування.– К.: Діпромісто. – 2015. – Вип. 28., С. 16 - 21.
23. Vadimov V. The latest methodological approaches in the spatial development of Ukrainian cities./ Smart project, building and city. Cracow University of Technology. Chair of Housing Environment. – 2018. – P. 156- 160.
24.Вадимов В. М. Особливості просторового планування в умовах інтегрованого розвитку міст в Україні. (Практичний коментар). – Полтава: Дивосвіт, 2019. – 132 с.

## Перелік основних проєктів
1. Проєкт детального плану територій центральної частини м. Нікополь Дніпропетровської області. ДПІ «Укрміськбудпроєкт». Проєктування — 1974–1975 р.р. (за участю).
2. Проєкт забудови 8- го житлового району м. Нікополь Дніпропетровської області. НКПВ «Нікопольцівільпроєкт». Проєктування — 1977 р., реалізація — 1978–1979 р. р. (член авторського колективу).
3. Генеральний план м. Нікополь Дніпропетровської області. ДПІ «Укрміськбудпроєкт» Проєктування 1979 — 80 р. р. (член авторського колективу).
4. Проект экспериментальной схемы Днепропетровской групповой систем населённых мест Варианты планировочного преобразования Никопольской городской агломерации в локально-групповую систему. КиевНИИПградостроительства. Проектирование — 1981 г. (член авторского коллектива)
5. Реконструкція пішохідної частини вул. Жовтневої в м. Полтава. Благоустрій, малі архітектурні форми. Проєктування — 1985 р., реалізація — 1985 р. (співавтор).
6. Пам'ятник О. С. Пушкіну, реконструкція та благоустрій «Березового скверу» в м. Полтава. Проєктування — −1986 р., реалізація — 1986 р. (співавтор).
7. Будинок молоді у Велико — Тирново, Болгарія, міжнародний конкурс (1 — 2 премії). Ескізний проєкт — 1987 р. (співавтор).
8. Концептуальний проєкт «Town sapiens», міжнародний конкурс, Ріо — де — Жанейро, Бразилія, Міжнародна академія архітектури, (грамота). Проєктування — 1992 р. (автор).
9. Проєкт комплексу споруд банку-коледжу у Тольятті, Росія, міжнародний конкурс (2 премія). Проєктування — 1993 р. (співавтор).
10. Проєкт культурного центру в м. Бахчисарай АР Крим, міжнародний конкурс (заохочувальна премія). Проєктування — 1995 р. (співавтор).
11. Концептуальний проєкт еколого — містобудівного розвитку річкових басейнів України, міжнародний конкурс «ХАБІТАТ — II», МСА, Стамбул, Туреччина (грамота Міжнародної академії архітектури). Проєктування — 1996 р. (автор).
12. Проєкт комплексної реконструкції історичного центру м. Полтава Проєктування — 1997, реалізація — 1997–1999 р. р. (член авторського колективу).
13. Правила забудови та використання історичного центру м. Полтава (зонінг — план центральної частини). Проєктування 2000–2001 р. р. (член авторського колективу).
14. Проєкт планування мікрорайонів 12,13,14 у м. Комсомольськ Полтавської області (ескізний проєкт) — 2006 р. (співавтор).
15. Концептуальный проєкт «Свободные пространства», международный конкурс, Институт передовой архитектуры Каталонии, Барселона (Испания). Проєктування — 2009 г (співавтор).
16. Корегування генерального плану м. Полтава в частині розроблення містобудівного регламенту центральної частини міста та зміни меж міських територій. Проєктування 2009–2010 р.р. (член авторського колективу).
17. Історико-архітектурний опорний план м. Полтава, зони охорони пам'яток архітектури та містобудування національного та місцевого значення. 2013 р. (науковий керівник).
18. Реконструкція з надбудовою громадського будинку за адресом вул. Стрітенська, 36, м. Полтава, спеціальна науково-проєктна документація. 2020 р. (член авторського колективу).
19. Історико-архітектурний опорний план м. Полтава, зони охорони пам'яток архітектури та містобудування національного та місцевого значення. 2020 р. (науковий керівник).

## Нагороди
Лауреат Державної  премії України в галузі архітектури 2000 року. Указ Президента України від 12.06.2000 року, №780/2000 (Державна премія України в галузі архітектури).
Подякою Прем’єр-міністра України від 1 липня 2002 року № 1449 (Прем’єр-міністр України А. Кінах).
Почесна грамота Міністерства освіти і науки України (Наказ від 18.05.2011 р., № 228-к, № 1411404, Міністр Д. Табачник).
Заслужений архітектор України. Указ Президента України від 20.09.2012 року, №552/2012.

## Зображення

Особливості просторового планування в умовах інтегрованого розвитку міст в Україні. В. ВадимовОсобливості просторового планування в умовах інтегрованого розвитку міст в Україні. В. Вадимов